# عبد القادر التغلبي
عبد القادر التغلبي، فقيه حنبلي وفرضي ومحدث.

## حياته
اسمه الكامل عبد القادر بن عمر بن عبد القادر بن عمر بن أبي تغلب بن سالم التَغلِبي الشيباني، الدمشقي الحنبلي. يتصل نسبه بربيعة بن نزار. ولد في دمشق في 1052 هـ، وقرأ القرآن في صغره، ولزم الشيخ عبد الباقي ابن فقيه فصة والشيخ ابن بلبان الحنبلي وغيرهما، وأخذ عنهم الفقه والفرائض والفنون الأخرى. كان يعمل في تجليد الكتب ويكتسب منه ومن ملك له في دوما، وحج 4 مرات. جلس للإقراء في الجامع الأموي وأخذ عنه عدد كبير من الطلاب. كان العوام يتبركون به وكان يكتب التمائم والرقى لهم، وكان لا يخالط الحكام ولا دخل عليهم.

## شيوخه
من أبرز شيوخه:
- عبد الباقي ابن فقيه فصة وولده أبو المواهب الحنبلي، قرأ عليهما كتباً كثيرة في عدة فنون.
- ابن بلبان الحنبلي، قرأ عليه الفقه والفرائض، وأجازه بمروياته.
- محمد بن يحيى الخباز البطنيني الشافعي، حضر دروسه.
- إبراهيم الكوراني، التقى به في الحج في 1094 هـ وأجاز له.

## تلاميذه
ممن أخذوا عنه محمد بن أحمد السفاريني وأحمد بن عبد الله البعلي وعبد الرحمن البعلي ومحمد بن عبد الرحمن العفالقي وعبد الكريم الشراباتي وغيرهم.

## مؤلفاته
له كتاب نيل المآرب بشرح دليل الطالب في الفقه الحنبلي، وله ثبت ذكر فيه شيوخه، خرجه له تلميذه محمد بن عبد الرحمن ابن الغزي الشافعي.

## وفاته
توفي ليلة الثلاثاء 18 ربيع الآخر 1135 هـ، ودفن بمقبرة الدحداح بدمشق تحت رجلي والده.